# Muizenberg

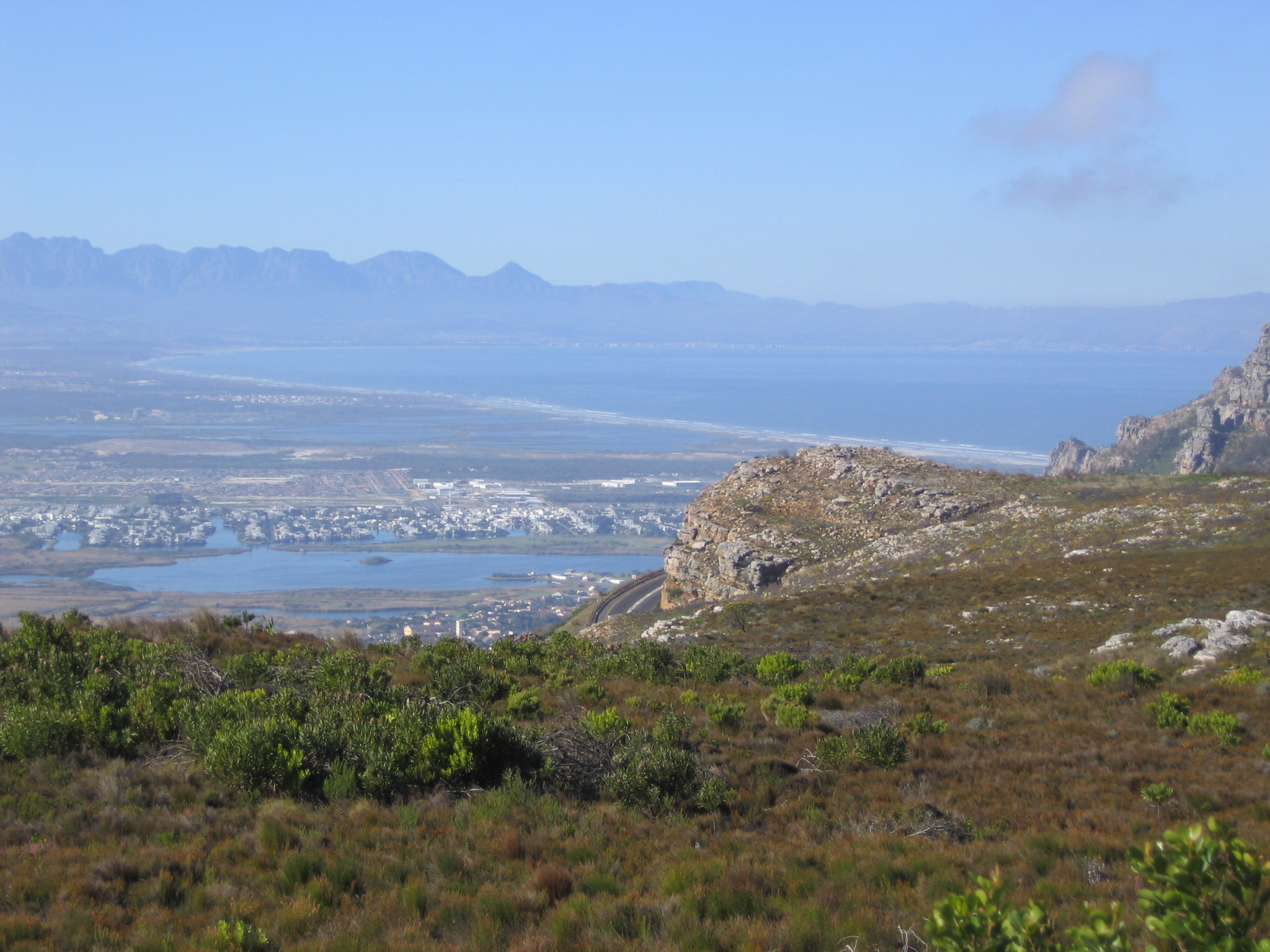
Blick über den Zandvlei

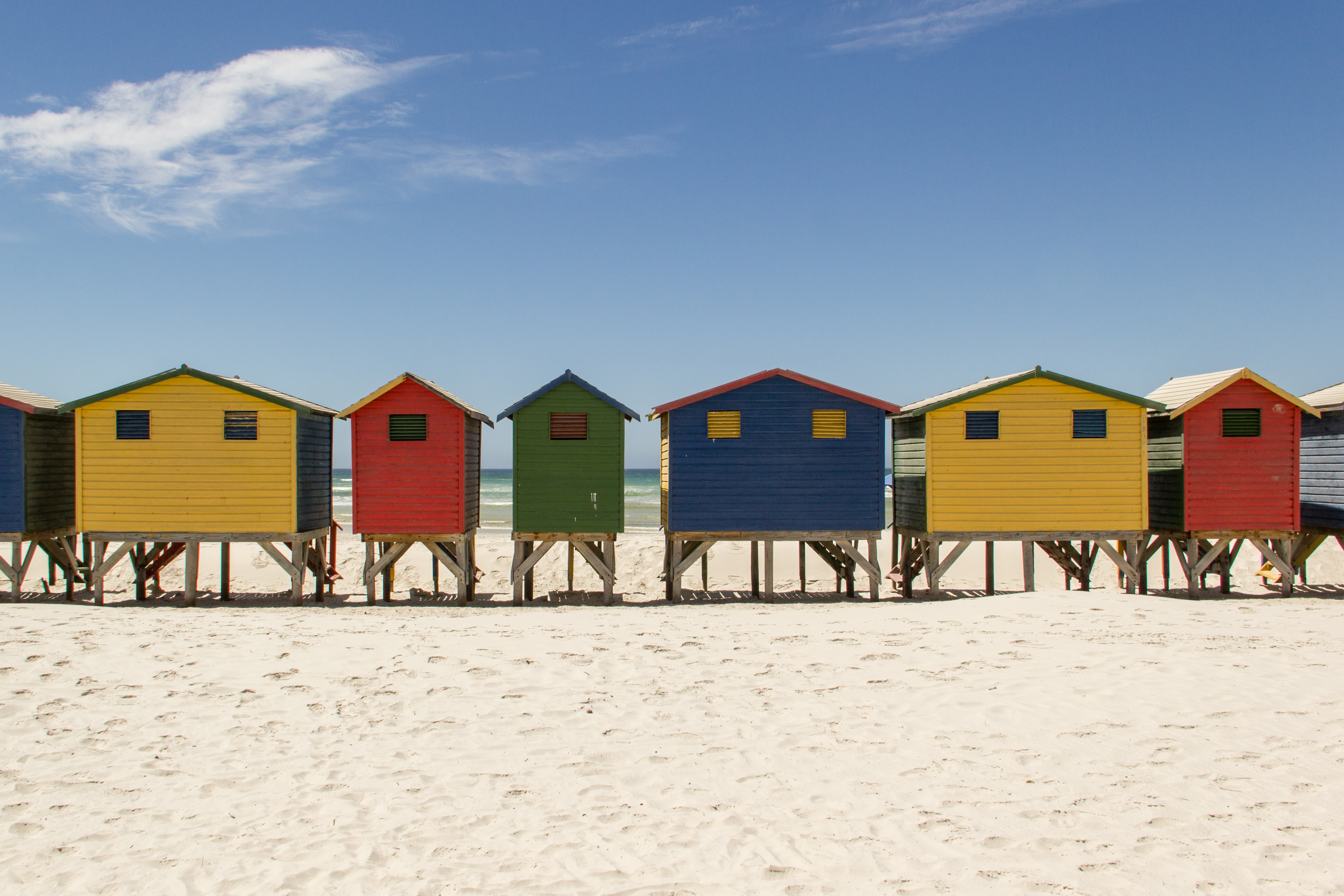
Strandhäuser in Muizenberg

Muizenberg ist ein an der False Bay gelegener Vorort von Kapstadt am westlichen Rand der Cape Flats.

## Geografie

### Lage
Muizenberg gehört zur City of Cape Town Metropolitan Municipality. Es hat einen langen Sandstrand. Der Zandvlei mündet mit einem teilweise als Yachthafen genutzten Ästuar in die False Bay. n Muizenberg gibt es die Quartiere Capricorn, Costa Da Gama, Lakeside, Marina Da Gama, Saint James und Vrygrond.
Durch die Southern Line der Metrorail Kapstadt ist der Bahnhof Muizenberg mit Kapstadt und in Richtung Süden mit Simon’s Town verbunden.
| Kirstenhof, Westlake | Lakeside, Steenberg, Lavender Hill          | Grassy Park, Philippi-Farmland |
| Tafelbergmassiv      | Kompassrose, die auf Nachbargemeinden zeigt | False Bay Nature Reserve       |
| St James, Kalk Bay   | False Bay                                   | False Bay                      |

### Bevölkerung
Muizenberg hatte 2011 (Volkszählung) 36.857 Einwohner in 12.245 Haushalten.

## Geschichte
Muizenberg entwickelte sich um 1743 aus einem Viehposten, militärischen Außenposten und Winterhafen der Niederländischen Ostindien-Kompanie (VOC). Het Posthuys (das Posthaus) ist eines der ältesten Häuser Südafrikas. Es wurde um 1742 von der Niederländischen Ostindien-Kompanie als Mautstelle erbaut. Das Haus diente unter anderem auch als Polizeistation, Hotel und Privathaus und wurde in den 1980er Jahren restauriert. Heute befindet sich darin ebenfalls ein Museum.
Einer der ersten Postbeamten war 1744 Sergeant Wynand Willem Muijs, der spätere Kommandant der hiesigen Garnison wurde. Von ihm leitet sich der Name Muysenbergh oder Muys Zijn Bergh ab, aus dem später Muizenberg wurde.
Die Schlacht von Muizenberg war eine kleine, aber bedeutende militärische Offensive, die im Juni 1795 begann und mit der ersten britischen Okkupation am Kap der guten Hoffnung drei Monate später endete. Es begann die Zeit der britischen Herrschaft. Zwischen 1804 und 1806 unterstand das Kap der Batavischen Republik. Danach wurde die Kapkolonie wieder britisch.
Das Rhodes’ Cottage ist ein kleines Haus, welches Cecil Rhodes, der Premierminister der Kapkolonie, als Urlaubshaus kaufte. Hier starb er am 26. März 1902. Heute befindet sich darin das Rhodes-Museum.

## Bildung
Des Weiteren ist Muizenberg der Sitz des African Institute for Mathematical Sciences.

## Tourismus
Da in der False Bay eine Anzahl Weißer Haie leben, gibt es in Muizenberg eine Beobachtungsstation, die die Schwimmer und Surfer bei Gefahr alarmiert. An der Mündung des Zandvlei sind der Imperial Yacht Club und der Peninsula Canoe Club beheimatet.